# 湊川公園
湊川公園（みなとがわこうえん）は兵庫県神戸市兵庫区にある都市公園。湊川の戦いの古戦場に位置する。

## 概要
1901年に付け替えられた湊川の旧河道を利用して設置されている。公園内に楠木正成像、神戸タワーを記念したカリヨン時計塔などがある。
天井川だった湊川の旧河道は、上流側は旧堤防の高さまで旧河床を埋め立て、下流側は両岸と同じ高さまで旧堤防を切り崩して整地された。当公園は上流側に位置するため、両岸よりも高くなっている当公園を東西に横断する道路（山手幹線）は湊川トンネルとなっている。この山手幹線の道路下に地下鉄湊川公園駅がある。湊川トンネルより南側には当公園の地下に「ミナエン商店街」が広がっており、当公園より南側には湊川の旧河道に沿って新開地商店街が伸びている。

## 歴史
1897年11月から1901年8月にかけて実施された湊川付替工事によって生じた埋立地にあり、1900年の神戸市会でその一部を公園に指定する案が出され、1911年に設置された。
1914年3月から5月に湊川公園で第2回貿易製産品共進会が開催され、その終了後に本館と付属建物が神戸市に寄付され、園内最初の施設「勧業館」となった。1925年には日本絹業博覧会、1928年には御大典記念奉祝神戸博覧会の会場になった。
1928年に公園の地下（周囲の地平と同一面）に神戸有馬電気鉄道（現・神戸電鉄）の湊川駅が設けられた。1924年から1968年まで公園内に神戸タワーがあった。
2008年から2010年にかけて改修工事が行われ、園内の芝生ゾーンにガーデニング広場が誕生した。
湊川公園内には湊川交番があったが、2023年1月に200メートルほど北に移った。

## 画像

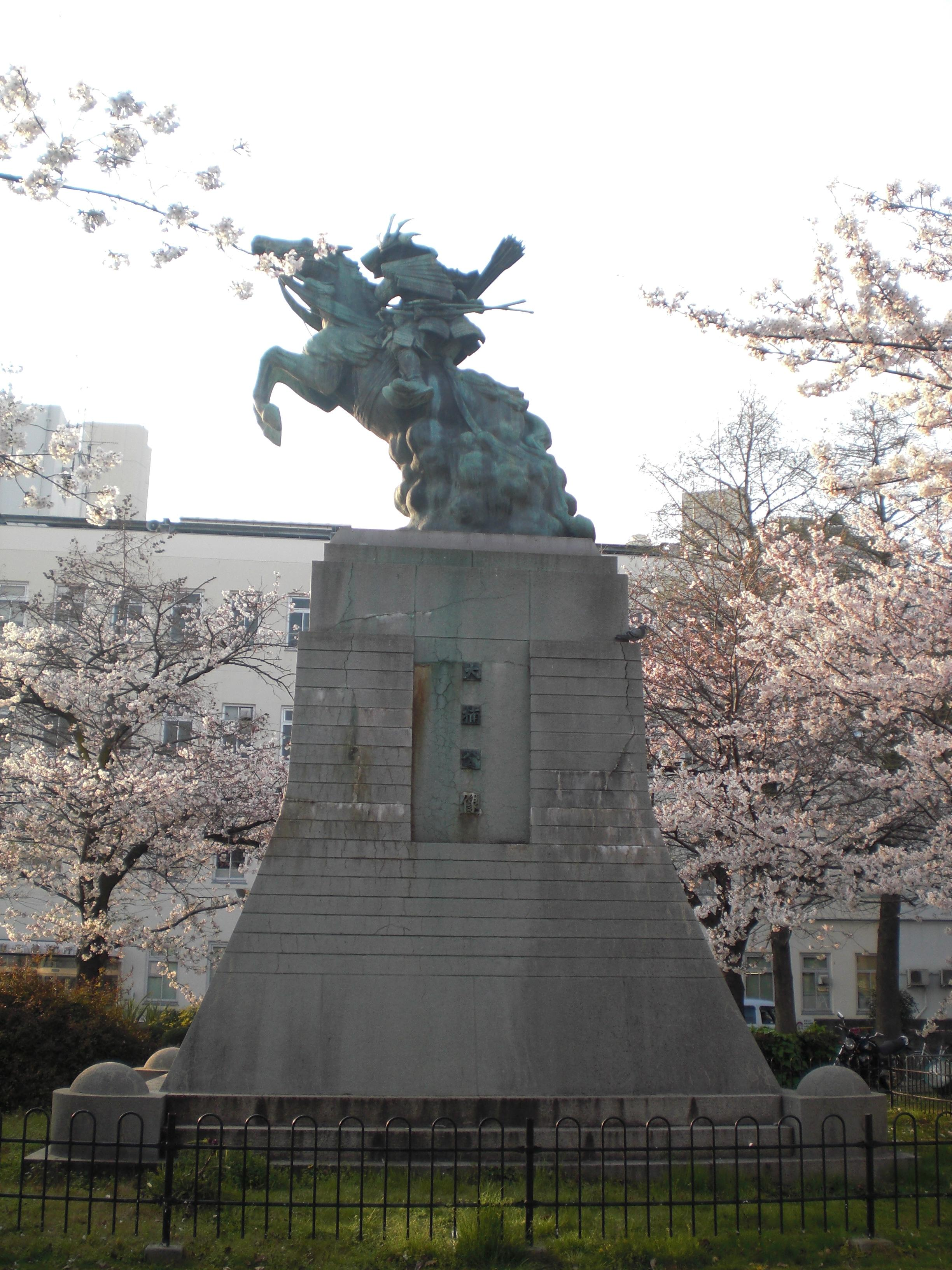
湊川公園の楠木正成像
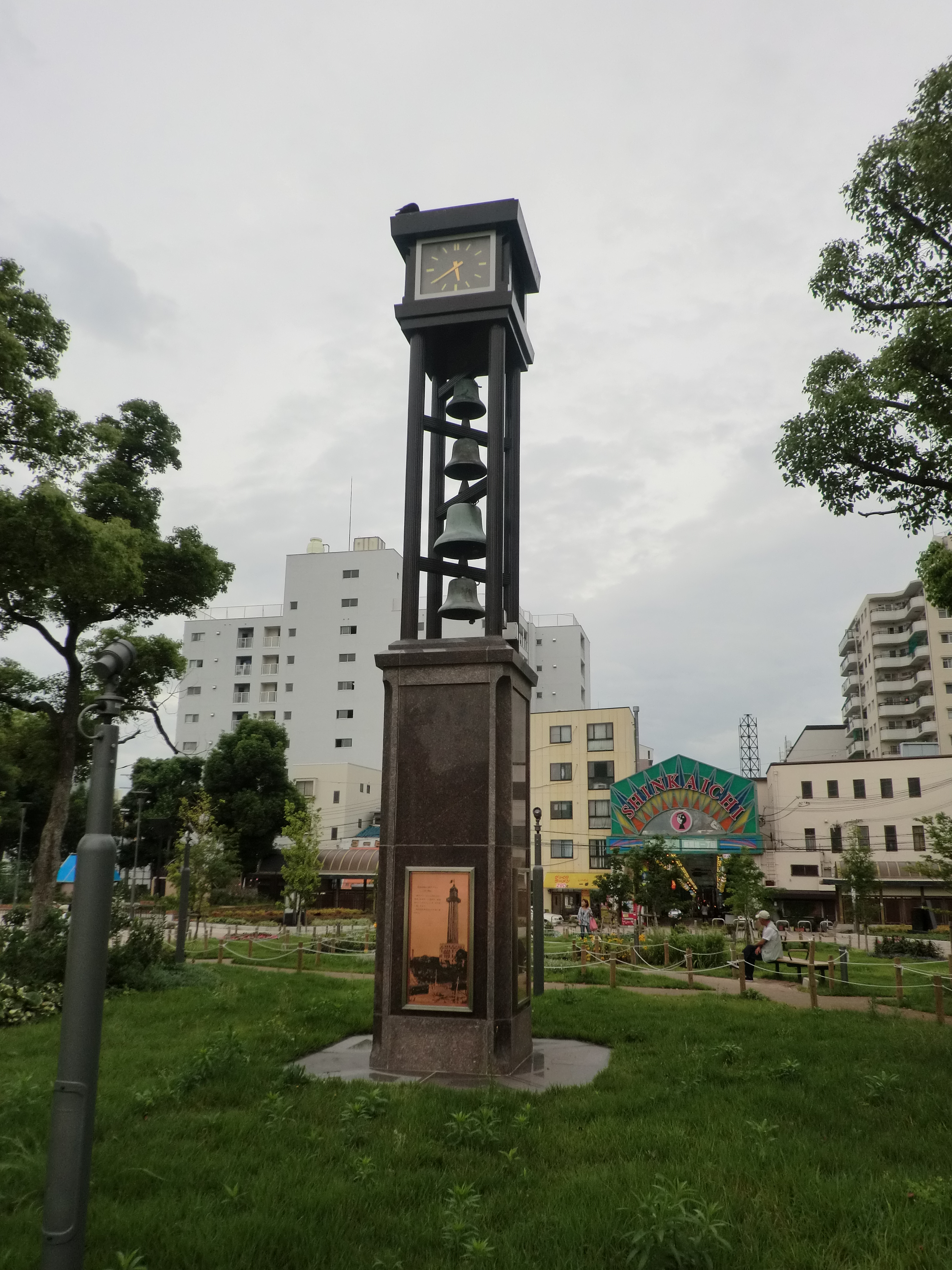
神戸タワーの跡地に建つカリヨン時計塔
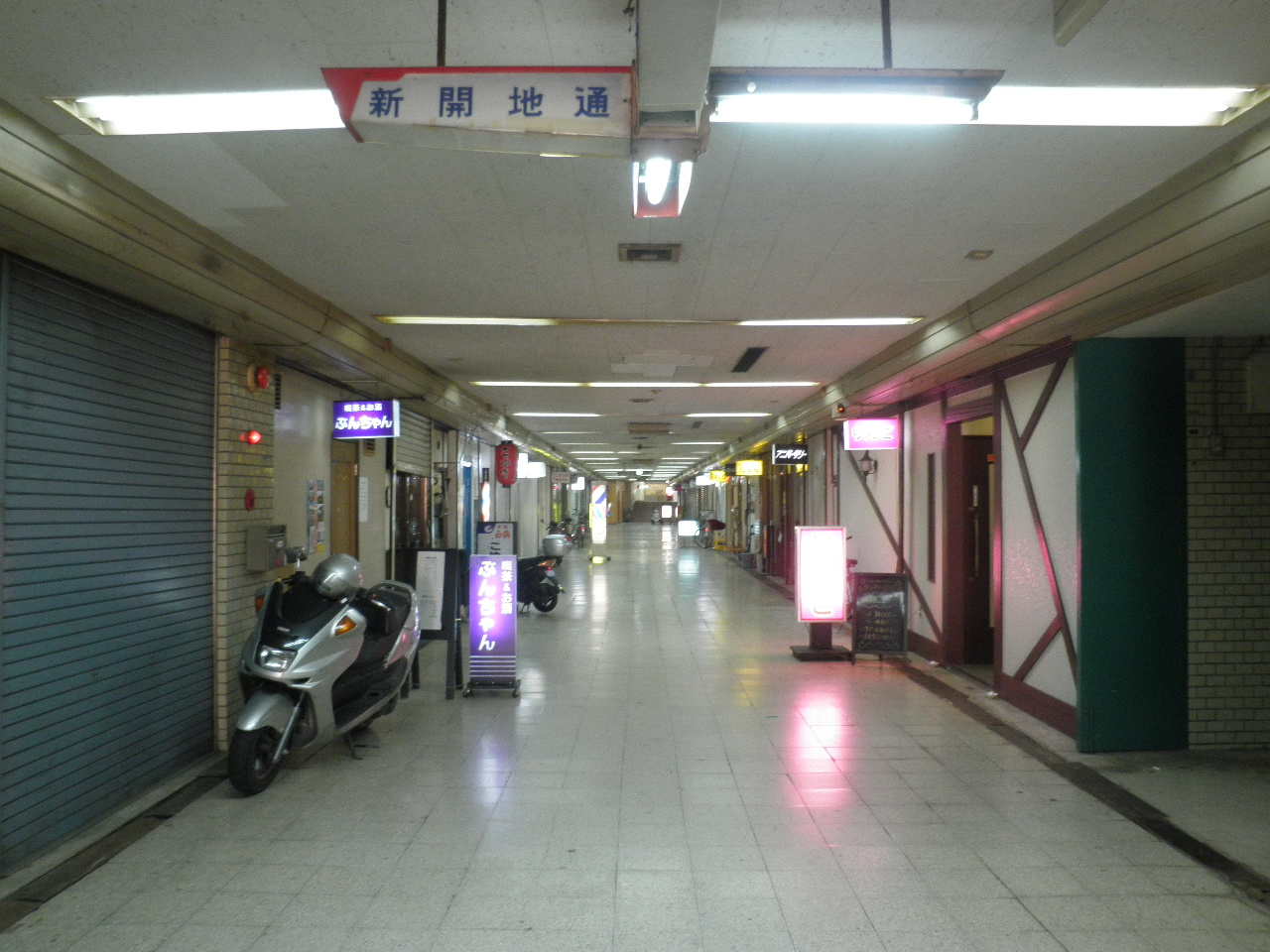
ミナエン商店街

## 周辺施設
- 湊川公園駅
- 湊川駅
- 新開地駅
- 兵庫区役所
- 新開地商店街